# Bathyagonus pentacanthus
Bathyagonus pentacanthus és una espècie de peix pertanyent a la família dels agònids.

## Descripció
- Fa 23 cm de llargària màxima.
- Aleta caudal arrodonida.[5][6]

## Depredadors
A Alaska és depredat per Gadus macrocephalus.

## Hàbitat
És un peix marí, demersal i de clima subtropical (61°N-31°N, 165°W-115°W) que viu entre 110 i 910 m de fondària.

## Distribució geogràfica
Es troba al Pacífic nord: des del golf d'Alaska fins al sud de Califòrnia (els Estats Units).

## Observacions
És inofensiu per als humans.